# バート・バカラック
バート・フリーマン・バカラック（Burt Freeman Bacharach、1928年5月12日 - 2023年2月8日）は、アメリカ合衆国の音楽家、作曲家、編曲家、ピアニスト、音楽プロデューサー、シンガーソングライター、楽団指揮者。
ミズーリ州カンザスシティ生まれ。ニューヨーク市クイーンズ区のフォレスト・ヒルズ（英語: Forest Hills, Queens）地域で育った。ドイツ系ユダヤ人の血をひく。カナダのモントリオールにあるマギル大学シューリック音楽スクール、ニューヨークのマネス音楽大学、サンタバーバラのウェスト音楽アカデミー（Music Academy of the West）で学び、1962年から70年代にかけて、作詞家のハル・デヴィッドとのコンビで多くのヒット曲を作曲した。2006年の時点において、米国で70曲のトップ40、英国で52曲のトップ40の実績がある。また、アカデミックな作曲技法をダリウス・ミヨー、ヘンリー・カウエルといった、いわゆる西洋芸術音楽（クラシック音楽）の作曲家に師事している。バカラックのアカデミックな音楽センスはこの時に培われたものである。
父親は著名なコラムニストであったMark Bertram Bacharach。

## キャリア
50年代、多くの曲を書きためながら不遇だった時期にマレーネ・ディートリヒが彼の才能を見抜いてバックに起用した。彼女の公私ともに渡るパートナーとなり彼女のステージに同行し、バックのオーケストラの指揮、アレンジ及び伴奏ピアノを担当したころから注目を集めるようになった。やがて、作詞家 ハル・デヴィッドとのコンビにより最盛期を迎え、1960年代から70年代にかけて世界的な大ヒットを連発した。
自身でも歌を歌いソロ・アルバムも発表しているが、他歌手への楽曲の提供、編曲、プロデュースが知られている。（ディオンヌ・ワーウィック、B・J・トーマス、ダスティ・スプリングフィールド、カーペンターズ、トム・ジョーンズ、ジャック・ジョーンズ等）。代表作に「ウォーク・オン・バイ」「遙かなる影」「世界は愛を求めている」「小さな願い」「恋よ、さようなら」「ベイビー・イッツ・ユー」「サン・ホセへの道」などがある。
映画音楽でも数々の楽曲を提供し、特にジョージ・ロイ・ヒルの監督映画『明日に向って撃て! (Butch Cassidy and the Sundance Kid) 』の主題歌「雨にぬれても (Raindrops Keep Fallin' On My Head) 」はアカデミー主題歌賞を受賞した。
稀代のメロディーメーカーであり、コード進行の激しい曲構造に特徴がある。編曲においては、ジャズを出発点としながらもボサノヴァの世界的流行の時代にその影響を作風に反映した。モダンな和声と複雑なリズムパターンが独自のバカラックスタイルとして確立、またその楽曲がラテンなど多くのジャンルのミュージシャンが好んでレパートリーに取り上げる等、流行となった。
しかし70年代半ばになるとそうした斬新な作風は影を潜め、作曲活動が停滞してしまう。80年代に入る頃からブラス、ストリングスを含むフルオーケストレーションの編曲が求められない時代となり、活躍の場が減るが、"Arthur's Theme"（クリストファー・クロス,1981）、"That's What Friends Are For"（ディオンヌ&フレンズ）、"On My Own"（パティ・ラベル& マイケル・マクドナルド,1986）といった親しみやすい楽曲を発表した。
1997年の映画『オースティン・パワーズ』ではエルヴィス・コステロとともにカメオ出演をしている（バカラックは1967年の映画『カジノロワイヤル』の音楽を担当している）。
他のミュージシャンとのコラボレーションが多かったが、2005年に28年ぶりにソロアルバム『アット・ディス・タイム』をリリース。2020年にはダニエル・タシアンと組み、15年ぶりに新曲入りのアルバム『ブルー・アンブレラ』をリリースした。
私生活では4回の結婚歴があり、2人目の妻は女優アンジー・ディキンソン、3人目の妻はシンガーソングライターのキャロル・ベイヤー・セイガーである。
サラブレッドのオーナーブリーダーでもある。かつて第1回ドバイワールドカップを勝ったシガーに続いてゴールした（2着馬）ソウルオブザマターを所有していた2023年2月8日、アメリカ合衆国カリフォルニア州ロサンゼルスの自宅にて自然死。94歳没。

## ミュージカル作品
- プロミセス・プロミセス - Promises, Promises （1968年）- 劇中ナンバー「恋よ、さようなら」(I'll Never Fall in Love Again)は、のちにディオンヌ・ワーウィックがカバーした。

## 主な歌曲作品
- ディオンヌ・ワーウィック : 「サンホセへの道」（1968年）、「ウォーク・オン・バイ」（1964年）、「汽車と船と飛行機と」（1966年）、「小さな願い」（1967年）
- アレサ・フランクリン : 「小さな願い」（1968年）
- ジャック・ジョーンズ : 「素晴らしき恋人たち」（1963年）
- ジーン・ピットニー : 「恋の痛手」（1962年）
- ボビー・ヴィントン : 「ブルー・オン・ブルー」（1963年）
- トム・ジョーンズ : 「何かいいことないか、子猫ちゃん」（1965年）
- ジャッキー・デシャノン : 「世界は愛を求めている」（1965年）
- シラ・ブラック : 「アルフィー」（1966年）
- ダスティ・スプリングフィールド : 「恋の面影」（1967年）
- ハーブ・アルパート : 「ディス・ガイ」（1968年）
- スタイリスティックス : 「ユール・ネバー・ゲット・トゥ・ヘブン」（1973年）
- フィフス・ディメンション : 「悲しみは鐘の音とともに」（1971年）

## 映画音楽
- 『リバティ・バランスを射った男』 - The Man Who Shot Liberty Valance (1962年) ※作中で使われない同題のイメージソング作曲
- Wives and Lovers (1963年) ※映画では使用されなかったイメージソング『素晴らしき恋人たち』
- 『禁じられた家』 - A House is not a home (1964年) ※主題歌作曲
- 『何かいいことないか子猫チャン』 - What's New，Pussycat? (1965年) ※音楽
- 『紳士泥棒 大ゴールデン作戦』 - After the Fox (1966年) ※音楽
- 『アルフィー』 - Alfie (1966年) ※主題歌だけ作曲
- 『007 カジノロワイヤル』 - Casino Royale (1967年) ※音楽
- 『明日に向って撃て!』 - Butch Cassidy and the Sundance Kid (1969年) ※音楽
- 『幸せはパリで』 - The April Fools (1969年) ※主題歌を作曲
- 『テキサス大強盗団』 - Something Big (1971年) ※主題歌を作曲
- 『ふたり自身』 - The Heartbreak Kid (1972年) ※音楽
- 『失われた地平線』 - Lost Horizon (1973年) ※音楽
- 『ミスター・アーサー』 - Arthur (1981年) ※音楽
- 『ラブ IN ニューヨーク』 - Night Shift (1982年) ※音楽
- 『メーキング・ラブ』 - Making Love (1982年) ※主題歌作曲
- 『オフビート』 - Off Beat (1986年) ※音楽
- 『ミスター・アーサー2』 - Arthur 2: On the Rocks (1988年) ※音楽
- 『協奏曲』 (1996年) ※TBS製作のTVドラマ。音楽
- 『イズント・シー・グレート』 - Isn't She Great (2000年) ※音楽

## 出演映画
- 『オースティン・パワーズ』 - Austin Powers: International Man of Mystery（1997年）
- 『真実のマレーネ・ディートリッヒ』 - Marlene Dietrich: Her Own Song (2001年)
- 『Jazz seen カメラが聴いたジャズ』 - Jazz Seen: The Life and Times of William Claxton (2001年)
- 『オースティン・パワーズ:ゴールドメンバー』 - Austin Powers in Goldmember (2002年)

## 主な受賞
アカデミー賞
- 1969年 映画『明日に向って撃て!』主題歌「雨にぬれても」 - "Raindrops Keep Fallin' on My Head" - Best Song
- 1969年 映画『明日に向って撃て!』 - Butch Cassidy & The Sundance Kid - Best Score
- 1981年 映画『ミスター・アーサー』主題歌「ニューヨーク・シティ・セレナーデ」 - "Arthur's Theme (Best That You Can Do)" - Best Song

グラミー賞
- 1967年 『アルフィー』 - Alfie - Best Instrumental Arrangement
- 1969年 『明日に向って撃て!』 - Butch Cassidy & The Sundance Kid - Best Original Score For A Motion Picture
- 1969年 『プロミセス・プロミセス』 - Promises, Promises - Best Score From An Original Cast Show Album
- 1986年 『愛のハーモニー』 - That's What Friends Are For - Song Of The Year
- 1997年 理事会賞 (The Trustees Award) ※コラボレーターのハル・デヴィッドと同時受賞
- 1998年 『アイ・スティル・ハヴ・ザット・アザー・ガール』 - I Still Have That Other Girl – Best Pop Collaboration with Vocals with Elvis Costello
- 2005年 『アット・ディス・タイム』 - At This Time – Best Instrumental Pop Album
- 2008年 生涯業績賞 (The lifetime achievement Award)